# Empicoris pilosus
Empicoris pilosus är en insektsart som först beskrevs av Franz Xaver Fieber 1861.  Empicoris pilosus ingår i släktet Empicoris och familjen rovskinnbaggar. Inga underarter finns listade i Catalogue of Life.